# Mancomunidad Burguillos
La mancomunidad Burguillos es una agrupación administrativa de municipios en la provincia de Salamanca, Castilla y León, España.

## Municipios
- Agallas (Anejo: Vegas de Domingo Rey)
- La Atalaya
- La Encina (Anejos: Cabezal Viejo, Robliza y Valdespino)
- Herguijuela de Ciudad Rodrigo (Anejo: Cespedosa de Agadones)
- Martiago
- Pastores (Anejo: Cuadrados)
- El Sahugo (Anejo: Posadillas)
- Serradilla del Llano
- Zamarra (Anejo: Villarejo)